# Alticola montosus
Alticola montosus és una espècie de mamífer rosegador de la família dels cricètids. Viu a altituds d'entre 2.600 i 4.300 msnm a l'Índia i el Pakistan. El seu hàbitat natural són els boscos montans temperats. Està amenaçat per la guerra, l'agitació social i la destrucció del seu entorn per l'activitat humana. El seu nom específic, montosus, significa ‘muntanyós’ en llatí.